# Ga Dunchon Oryun
Ga Dunchon Oryun (Tiếng Hàn: 둔촌오륜역, Hanja: 遁村五輪驛) là ga tàu điện ngầm trên Tàu điện ngầm Seoul tuyến số 9 nằm giữa Oryun-dong, Songpa-gu và Dunchon-dong, Gangdong-gu, Seoul, Hàn Quốc.

## Lịch sử
- 9 tháng 8 năm 2018: Tên ga được quyết định là Ga Dunchon Oryun[1]
- 1 tháng 12 năm 2018: Bắt đầu hoạt động với việc khai trương Giai đoạn 3 của Tàu điện ngầm Seoul tuyến 9[2]

## Bố trí ga
| Công viên Olympic ↑                   |
| E/B W/B \|                            |
| ↓ Bệnh viện cựu chiến binh Trung ương |

| Hướng Tây  | ● Tuyến 9 | Địa phương | ← Hướng đi Công viên Olympic · Khu liên hợp thể thao · Sinnonhyeon · Sân bay Quốc tế Gimpo · Gaehwa |
| Hướng Đông | ● Tuyến 9 | Địa phương | → Hướng đi Bệnh viện cựu chiến binh Trung ương →                                                    |

## Xung quanh nhà ga
- Trường trung học cơ sở Dongbuk
- Trường trung học Dongbuk
- Trường trung học cơ sở Oryun
- Trường trung học nữ sinh Changdeok
- Đại học Thể thao Quốc gia Hàn Quốc

## Hình ảnh

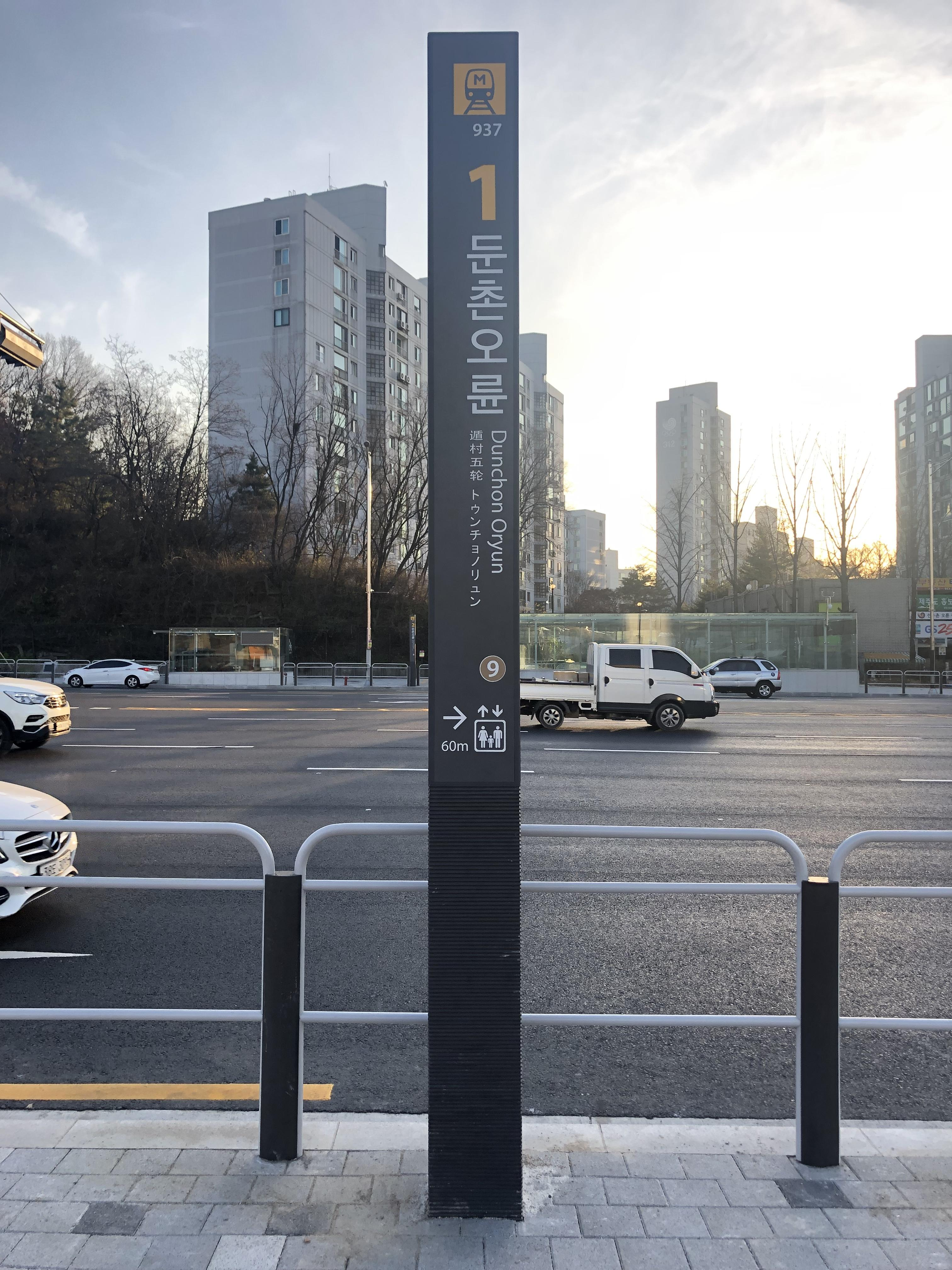
Cột tên ga lối ra 1
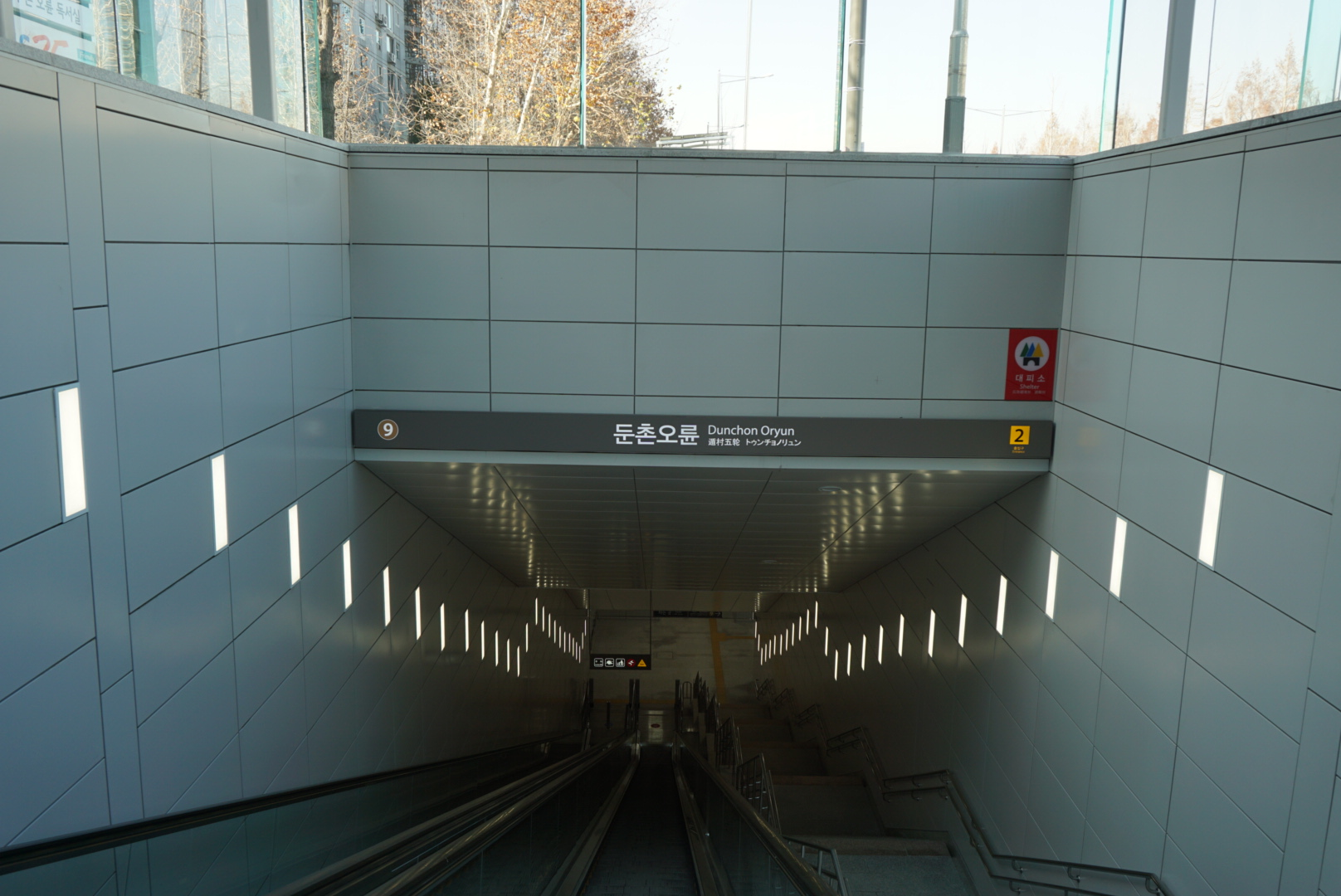
Lối ra 2
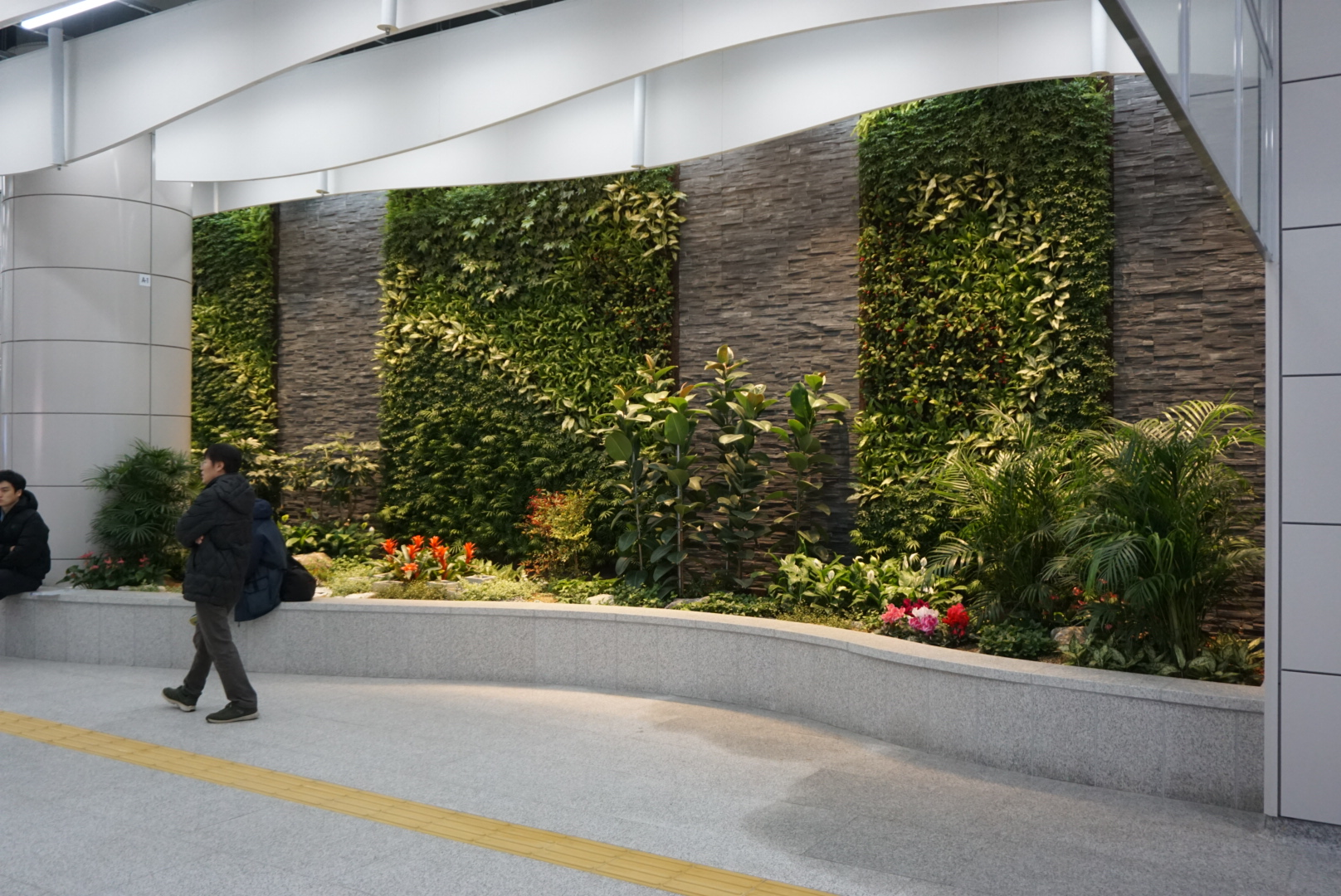
Trong nhà ga
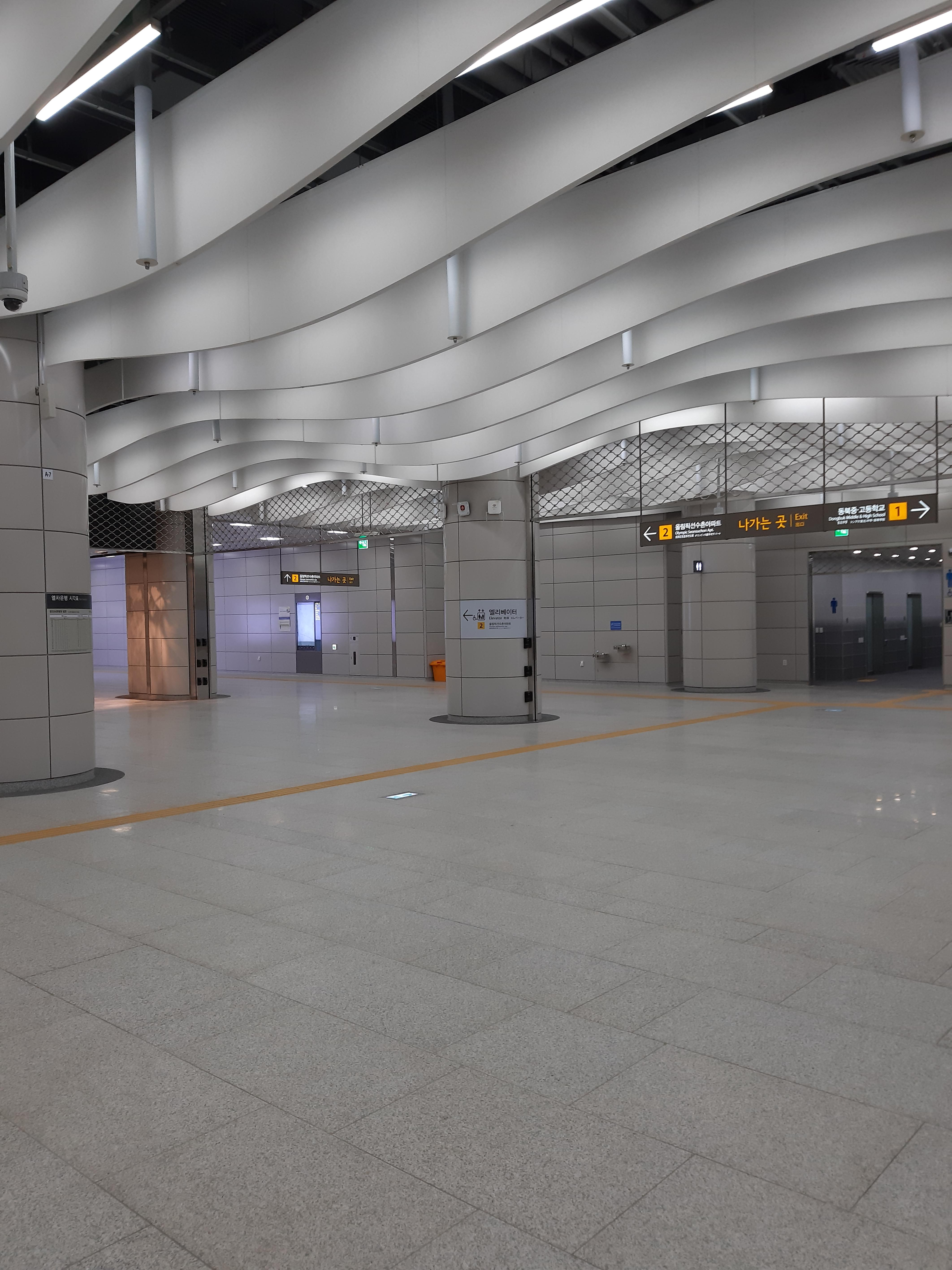
Trong nhà ga
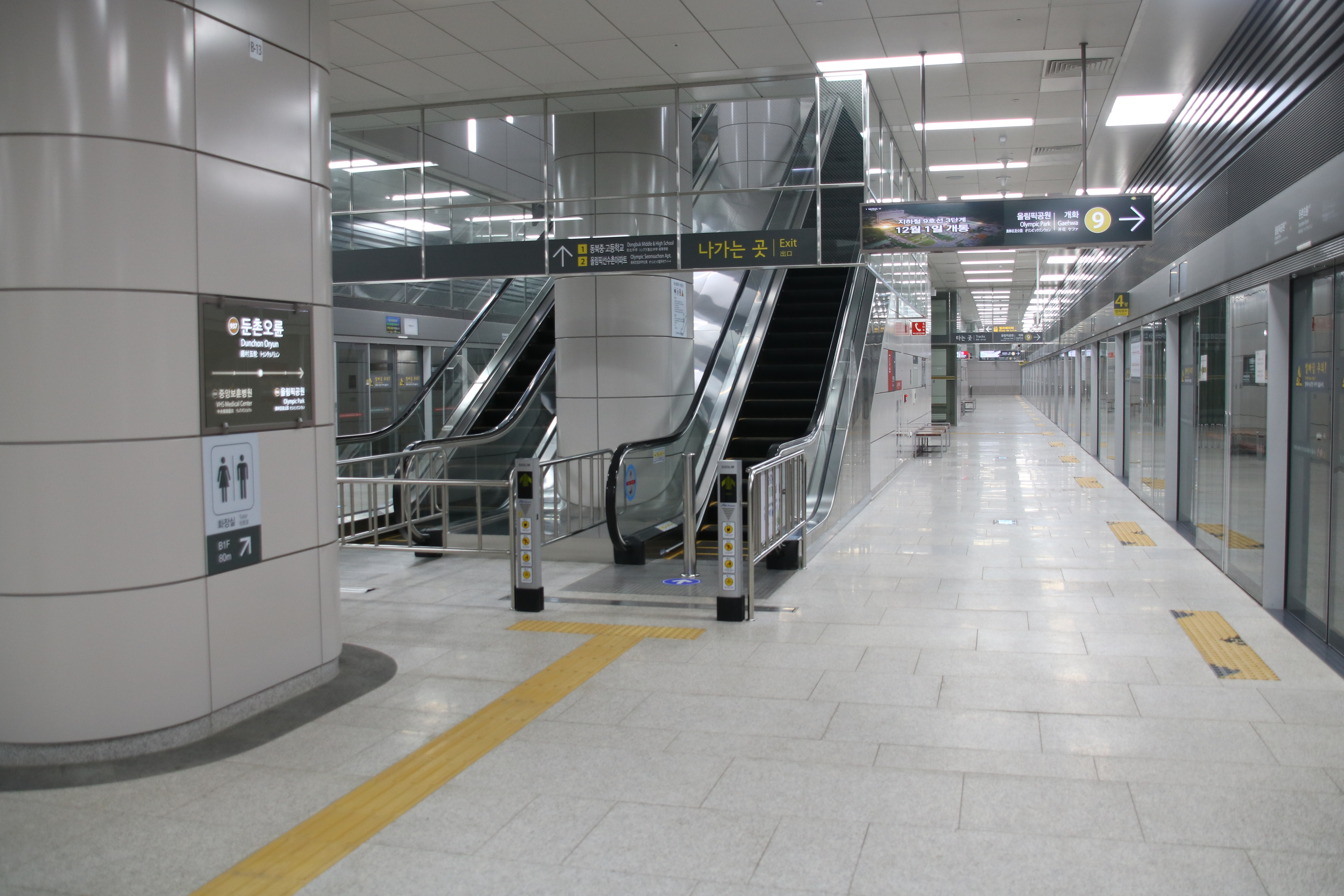
Sân ga